# 28 de abril
28 de abril é o 118.º dia do ano no calendário gregoriano (119.º em anos bissextos). Faltam 247 dias para acabar o ano.

## Eventos históricos

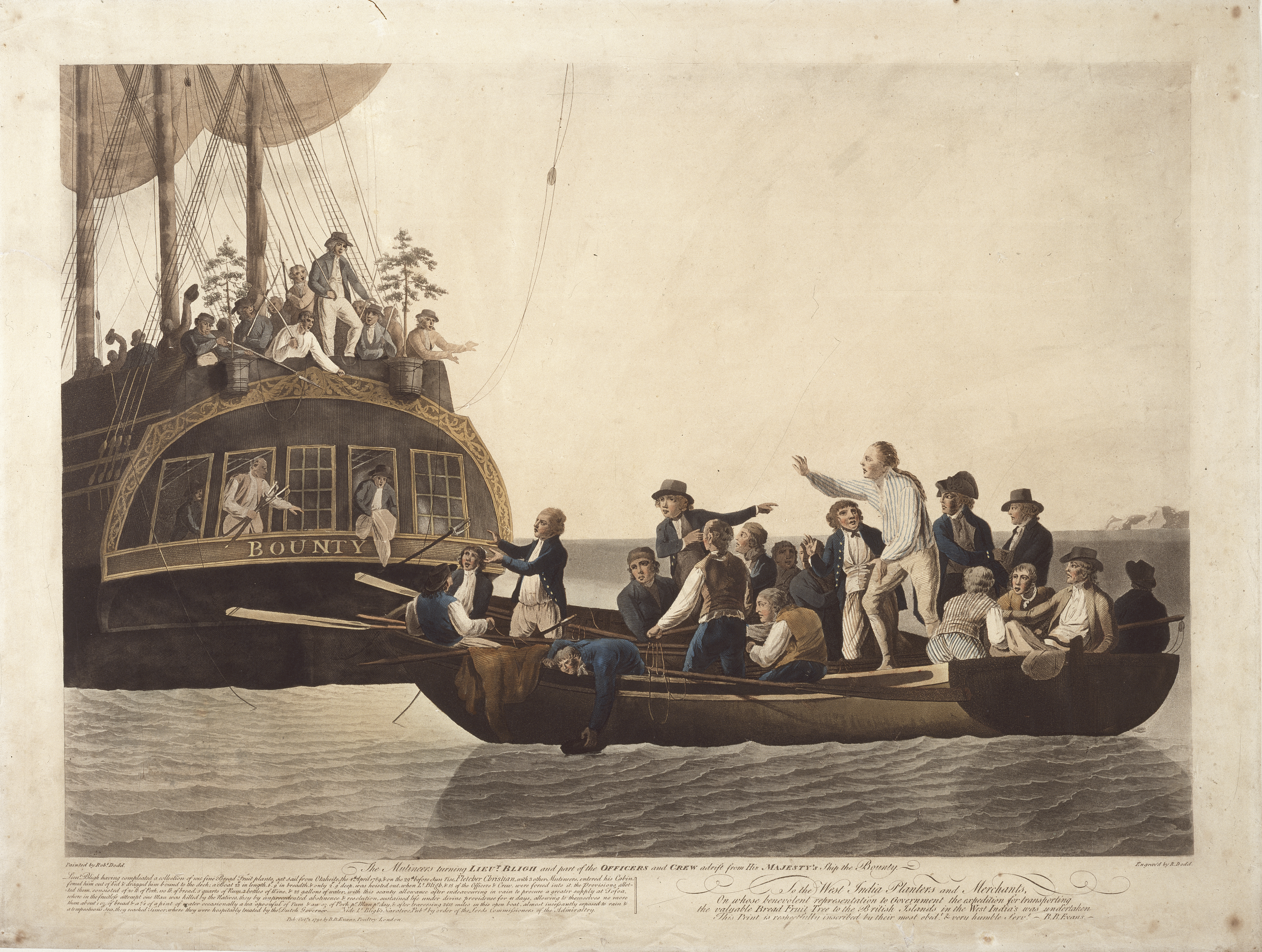
1789: Motim do HMS Bounty.

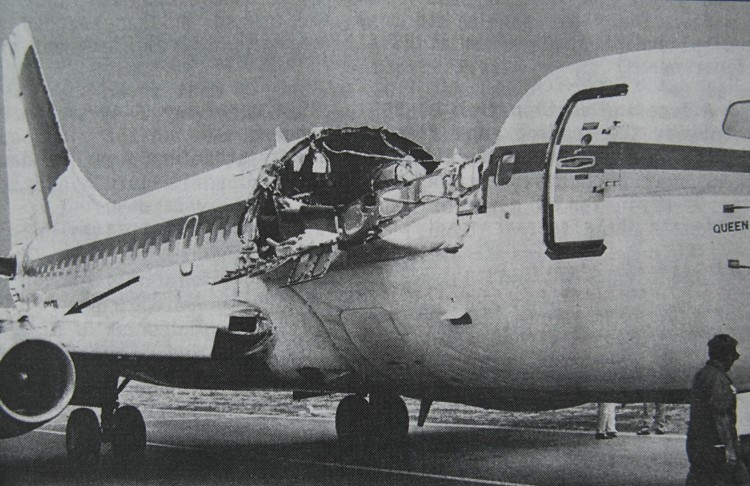
1988: voo Aloha Airlines 243.

- 0224 — A Batalha de Hormusgã é travada. O xá Artaxes I derrota e mata o xá Artabano IV, acabando efetivamente com a dinastia parta na Pérsia. Artaxes depois é reconhecido como xainxá, ou seja, rei dos reis ou imperador da Pérsia, sendo o primeiro monarca da dinastia sassânida.[1]
- 0357 — Imperador Constâncio II entra em Roma pela primeira vez para celebrar sua vitória sobre Magnêncio.
- 1192 — Cruzadas: Assassinato de Conrado de Monferrato (Conrado I), rei de Jerusalém, em Tiro, dois dias depois de seu título ao trono ser confirmado por eleição.
- 1253 — Nichiren Daishonin, um monge budista japonês, recita pela primeira vez o Namu-myoho-rengue-kyo que declara ser a essência do budismo, fundando o Budismo de Nichiren.
- 1294 — Temur Cã, neto de Cublai Cã, é eleito Grão-cã dos mongóis e imperador da China (dinastia Iuã).
- 1625 — Uma poderosa armada espanhola e portuguesa de 52 navios inicia a recuperação de Salvador, Bahia, que havia caído nas mãos dos holandeses, durante a Guerra Holandesa-Portuguesa.
- 1758 — Os indianos do Império Marata derrotam os afegãos do Império Durrani na Batalha de Attock.[2]
- 1789 — Motim do HMS Bounty: o tenente William Bligh e 18 marinheiros ficam à deriva e os amotinados regressam ao Taiti e depois embarcam para as ilhas Pitcairn.
- 1792 — Início das Guerras revolucionárias francesas: a França invade os Países Baixos Austríacos (atuais Bélgica e Luxemburgo).
- 1796 — Assinado o Armistício de Cherasco por Napoleão Bonaparte e Vítor Amadeu III, rei da Sardenha, expandindo o território francês ao longo da costa mediterrânea.
- 1869 — Nos Estados Unidos, imigrantes chineses e irlandeses da Central Pacific Railroad trabalhando na primeira ferrovia transcontinental estenderam dezesseis quilômetros de trilhos em um dia, um feito nunca igualado.
- 1881 — Velho Oeste: o criminoso Billy the Kid escapa da prisão do Condado de Lincoln, no Oeste dos Estados Unidos.
- 1910 — O francês Louis Paulhan vence a Corrida Aérea de Londres para Manchester de 1910, a primeira corrida aérea de longa distância no Reino Unido.
- 1920 — Azerbaijão é adicionado à União Soviética.
- 1927 — Início da travessia pioneira sem escalas do oceano Atlântico Sul com o hidroavião Jahu, pilotado pelo comandante brasileiro João Ribeiro de Barros.
- 1932 — Anunciada, para uso em seres humanos, uma vacina contra a febre amarela.
- 1945
  - Segunda Guerra Mundial: A 148.ª Divisão Alemã rende-se para a Força Expedicionária Brasileira.
  - Segunda Guerra Mundial: O ditador italiano Benito Mussolini e sua amante Clara Petacci são executados por um pelotão de fuzilamento formado por membros do movimento de resistência italiano.
- 1947 — Thor Heyerdahl e cinco companheiros partem do Peru a bordo do Kon-Tiki para provar que os nativos peruanos podem ter colonizado a Polinésia.
- 1949 — Os Hukbalahap são acusados de assassinar a ex-primeira-dama das Filipinas, Aurora Quezon, enquanto estava a caminho para dedicar um hospital em memória do seu falecido marido; a sua filha e dez outros também são mortos.
- 1952
  - Ocupação do Japão pelo Comandante Supremo das Forças Aliadas: entra em vigor o Tratado de São Francisco, que serviu para finalizar oficialmente a Segunda Guerra Mundial.
  - Assinado o Tratado de Taipei entre o Japão e Taiwan para encerrar oficialmente a Segunda Guerra Sino-Japonesa.
  - O general estadunidense Dwight D. Eisenhower renuncia ao cargo de Comandante Supremo Aliado da OTAN para fazer campanha nas eleições presidenciais do seu país que ocorreriam naquele ano. Eisenhower seria posteriormente eleito o presidente de seu país.
- 1965 — Guerra Civil na República Dominicana: tropas estadunidenses desembarcam na República Dominicana para "impedir o estabelecimento de uma ditadura comunista" e para evacuar tropas do Exército dos Estados Unidos.
- 1967 — Muhammad Ali recusa-se a lutar na Guerra do Vietnã. Foi punido com a cassação de seu título mundial de boxe.
- 1969
  - Consistório presidido pelo Papa Paulo VI, cria 35 cardeais, dentre os quais os brasileiros Eugênio Sales e Vicente Scherer.
  - Charles de Gaulle renuncia ao cargo de presidente da França.
- 1970 — Guerra do Vietnã: o presidente dos Estados Unidos, Richard Nixon, autoriza formalmente as tropas de combate estadunidense a participar da campanha do Camboja.
- 1973 — O álbum The Dark Side of the Moon da banda britânica Pink Floyd, gravado no Abbey Road Studios, alcança o primeiro lugar na parada da Billboard dos EUA, iniciando uma parada recorde de 741 semanas.
- 1977 — Assinado o Tratado de Budapeste sobre o Reconhecimento Internacional do Depósito de Micro-organismos para Efeitos do Procedimento em Matéria de Patentes.
- 1978 — O presidente do Afeganistão, Mohammed Daoud Khan, é deposto e assassinado em um golpe liderado por rebeldes pró-comunistas.[3]
- 1986 — Altos níveis de radiação resultantes do desastre de Chernobyl são detectados em uma usina nuclear na Suécia, levando as autoridades soviéticas a anunciar publicamente o acidente.
- 1988 — Perto de Maui, Havaí, a comissária Clarabelle "C.B." Lansing é arremessada para fora do voo Aloha Airlines 243, um Boeing 737, após uma descompressão explosiva em pleno voo.
- 1996 — Massacre de Port Arthur, Austrália: um atirador, Martin Bryant, abre fogo no Broad Arrow Cafe em Port Arthur, na Tasmânia, matando 35 pessoas e ferindo outras 23.
- 2001 — Aos 60 anos, Dennis Tito torna-se o primeiro turista espacial ao partir na nave russa Soyuz TM-32.
- 2004 — CBS News divulgou evidências da tortura de Abu Ghraib e abuso de prisioneiros. As fotos mostram estupro e abuso das tropas estadunidenses sobre os detidos iraquianos.
- 2024 — Enchentes no estado brasileiro do Rio Grande do Sul causam dezenas de mortes e deixam milhares de desabrigados.
- 2025 — Apagão de grandes proporções afeta Portugal, Espanha, Andorra e sudoeste da França, causando pelo menos sete mortes.

## Nascimentos

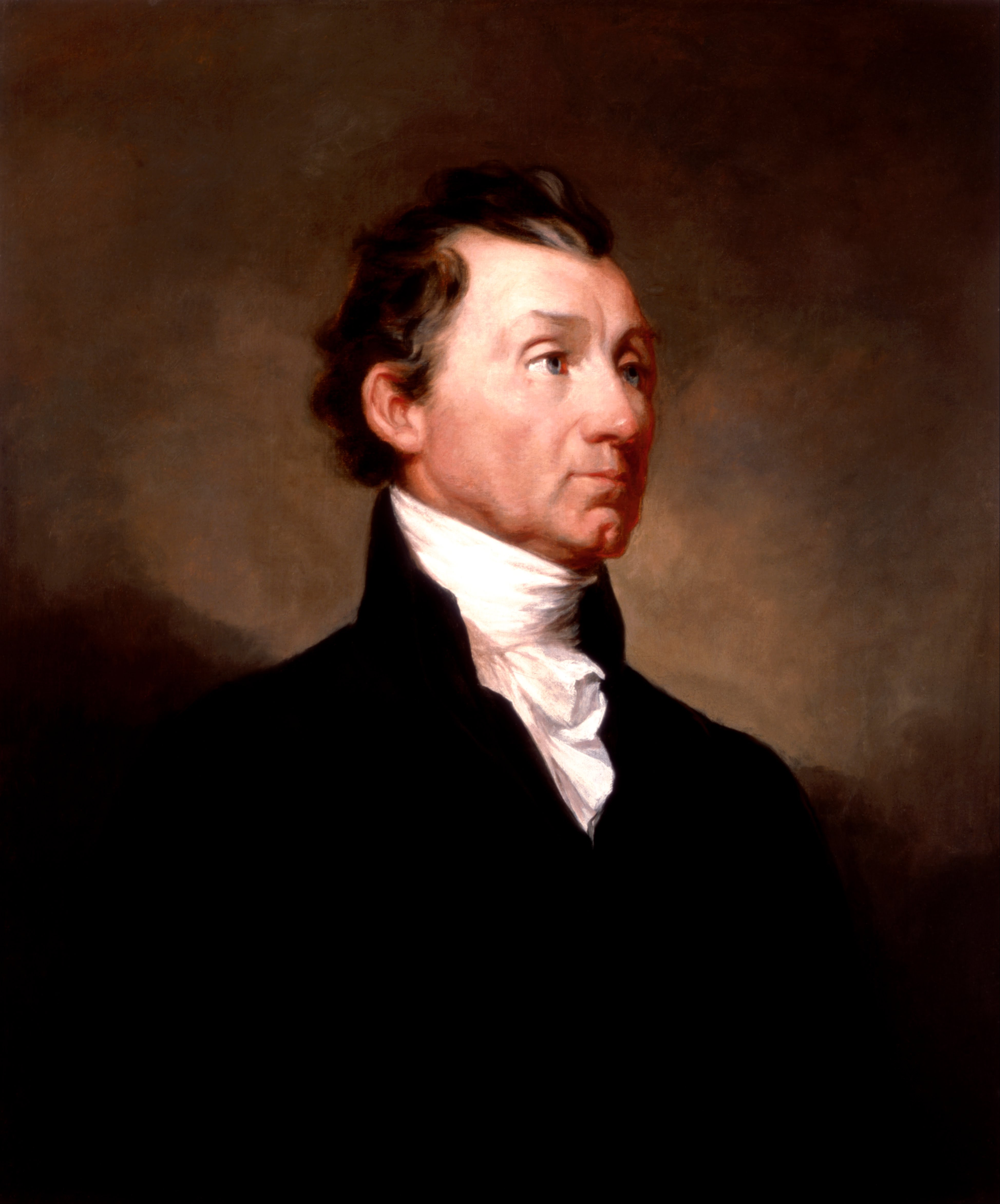
James Monroe

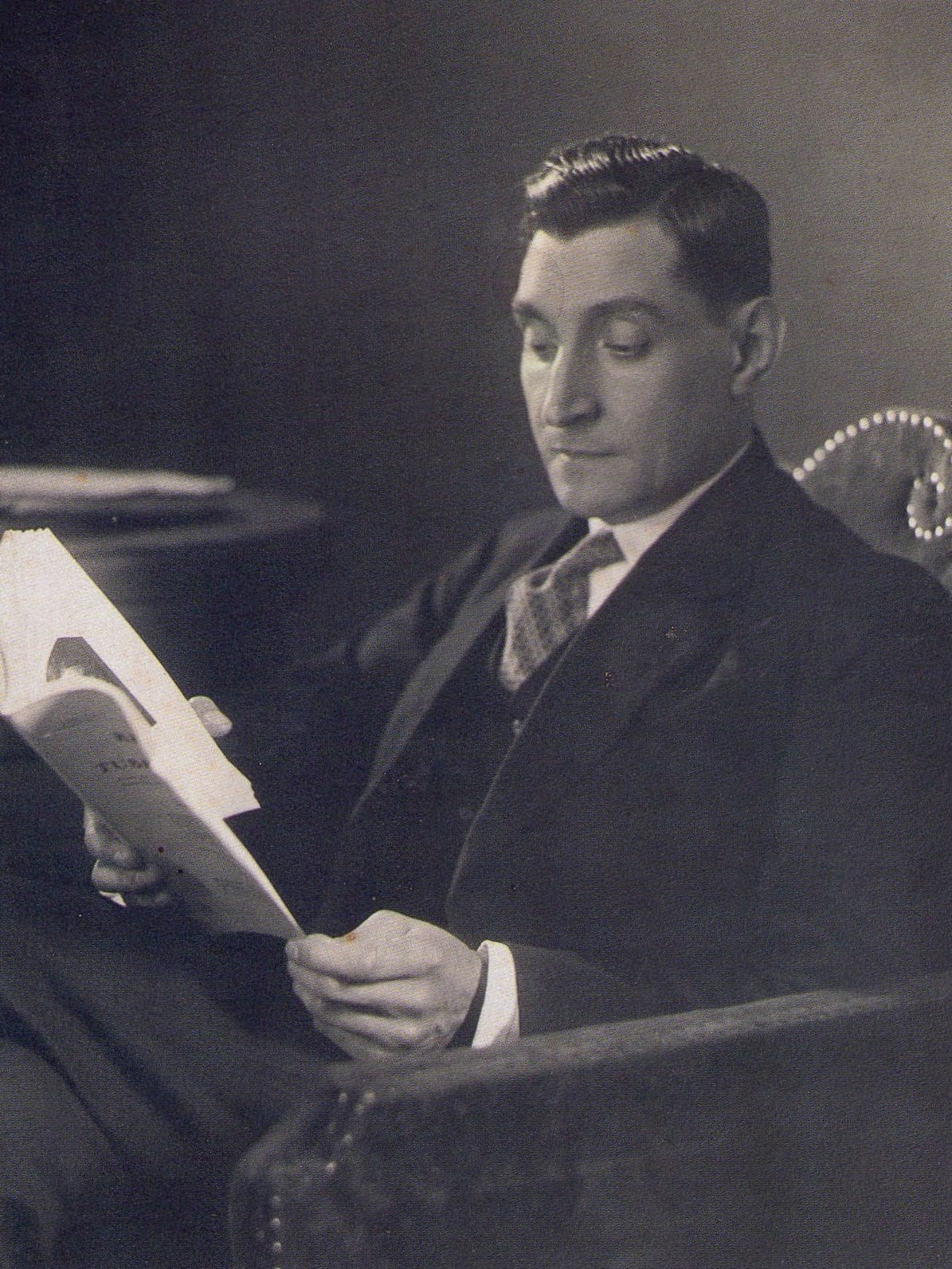
António de Oliveira Salazar

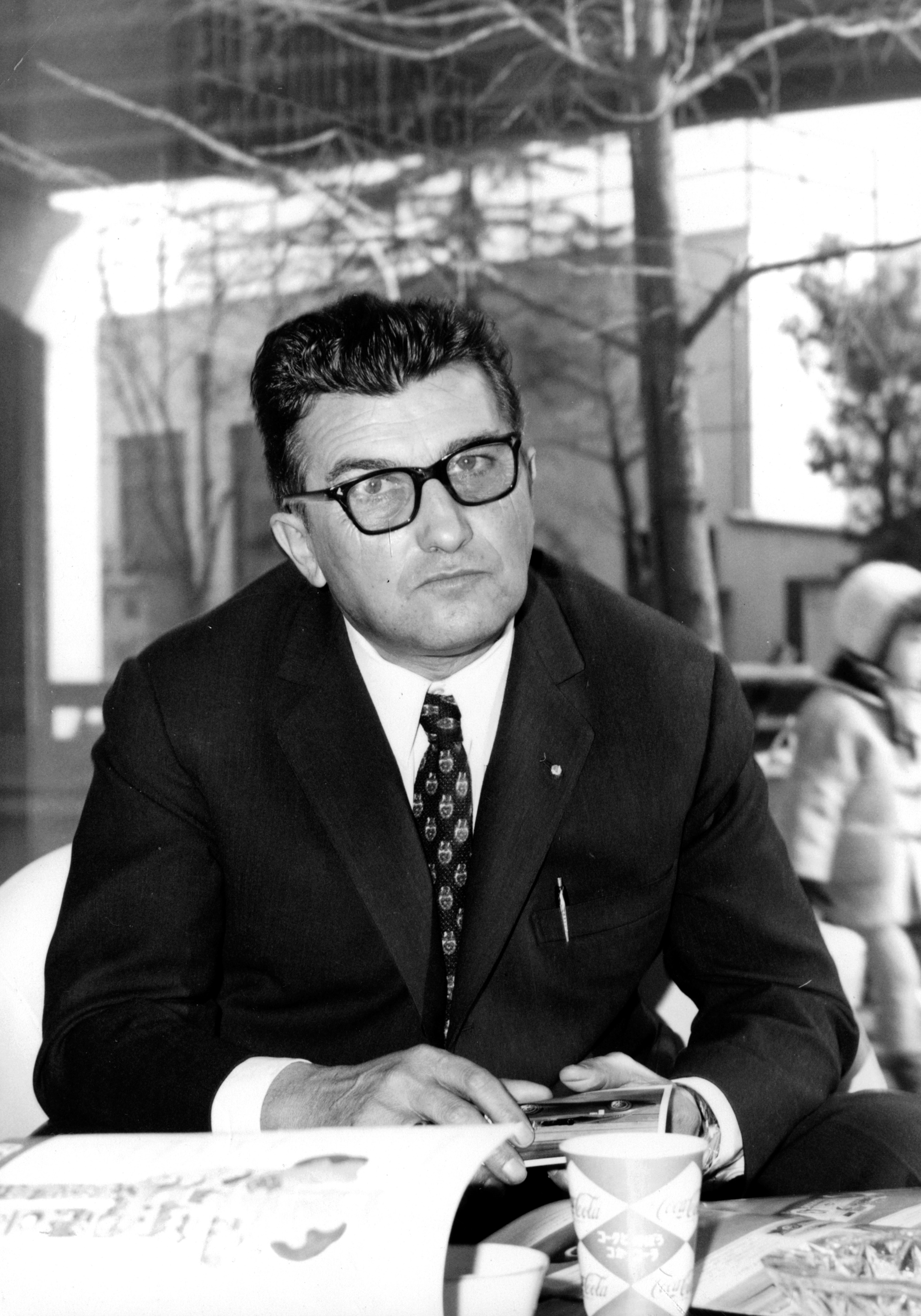
Ferruccio Lamborghini

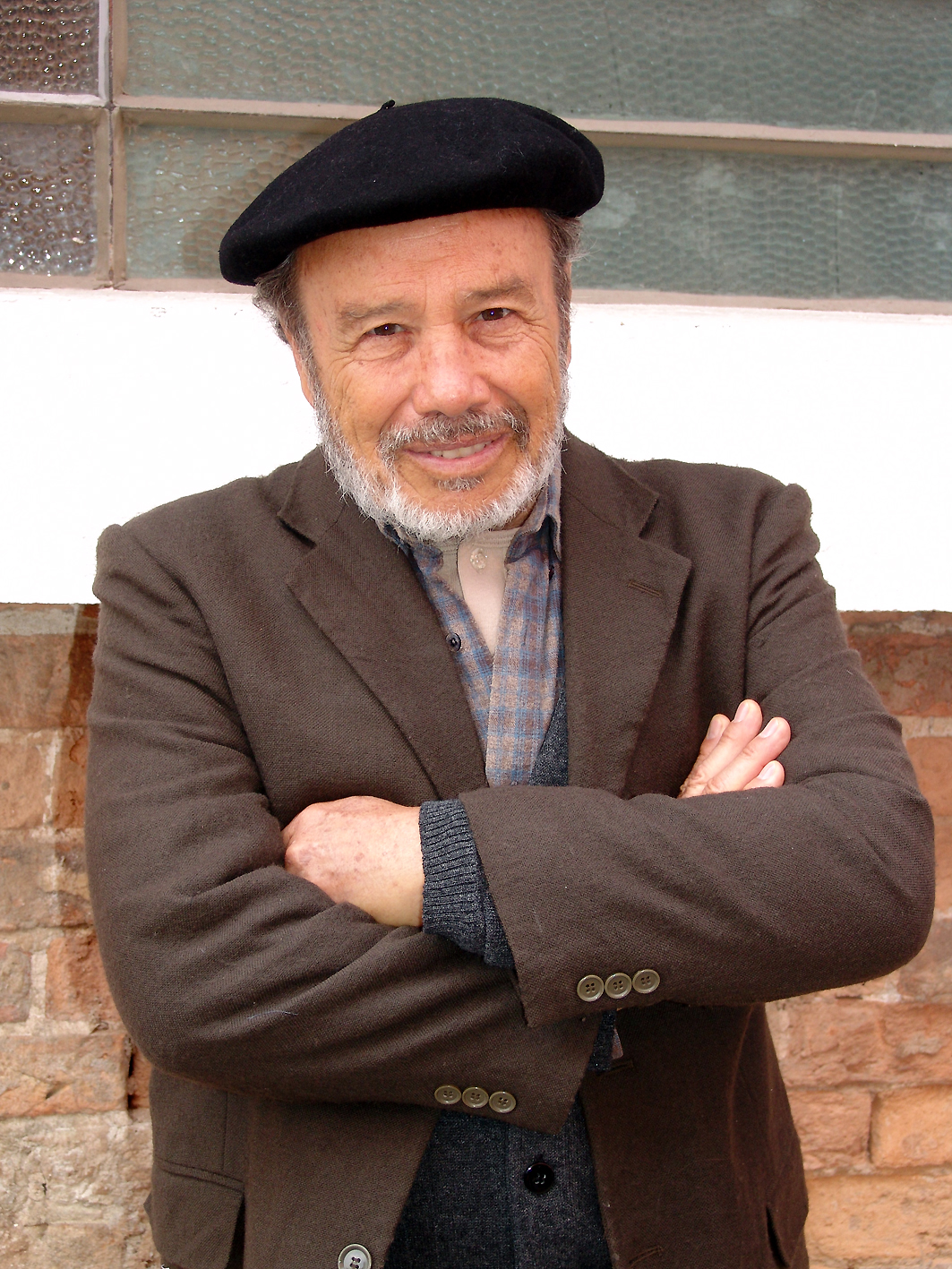
Stênio Garcia

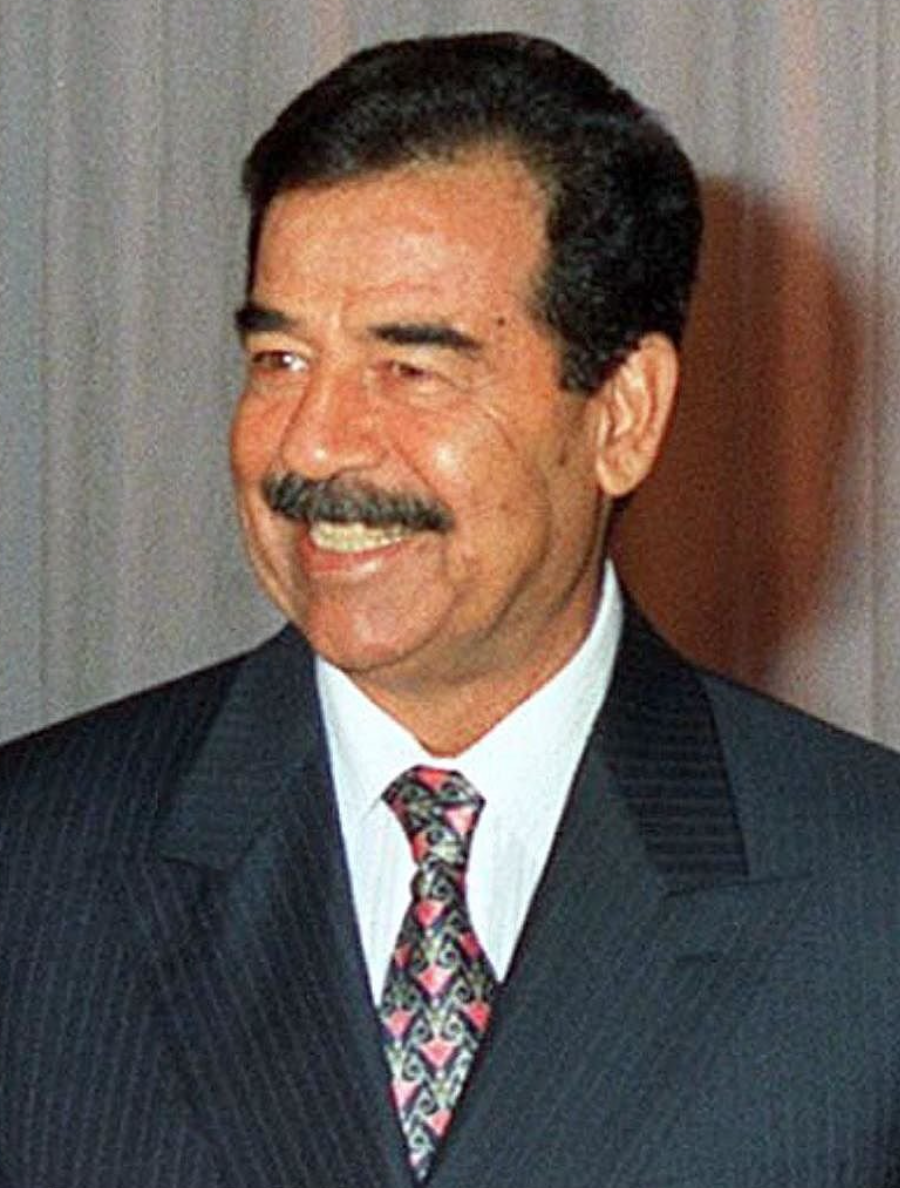
Saddam Hussein

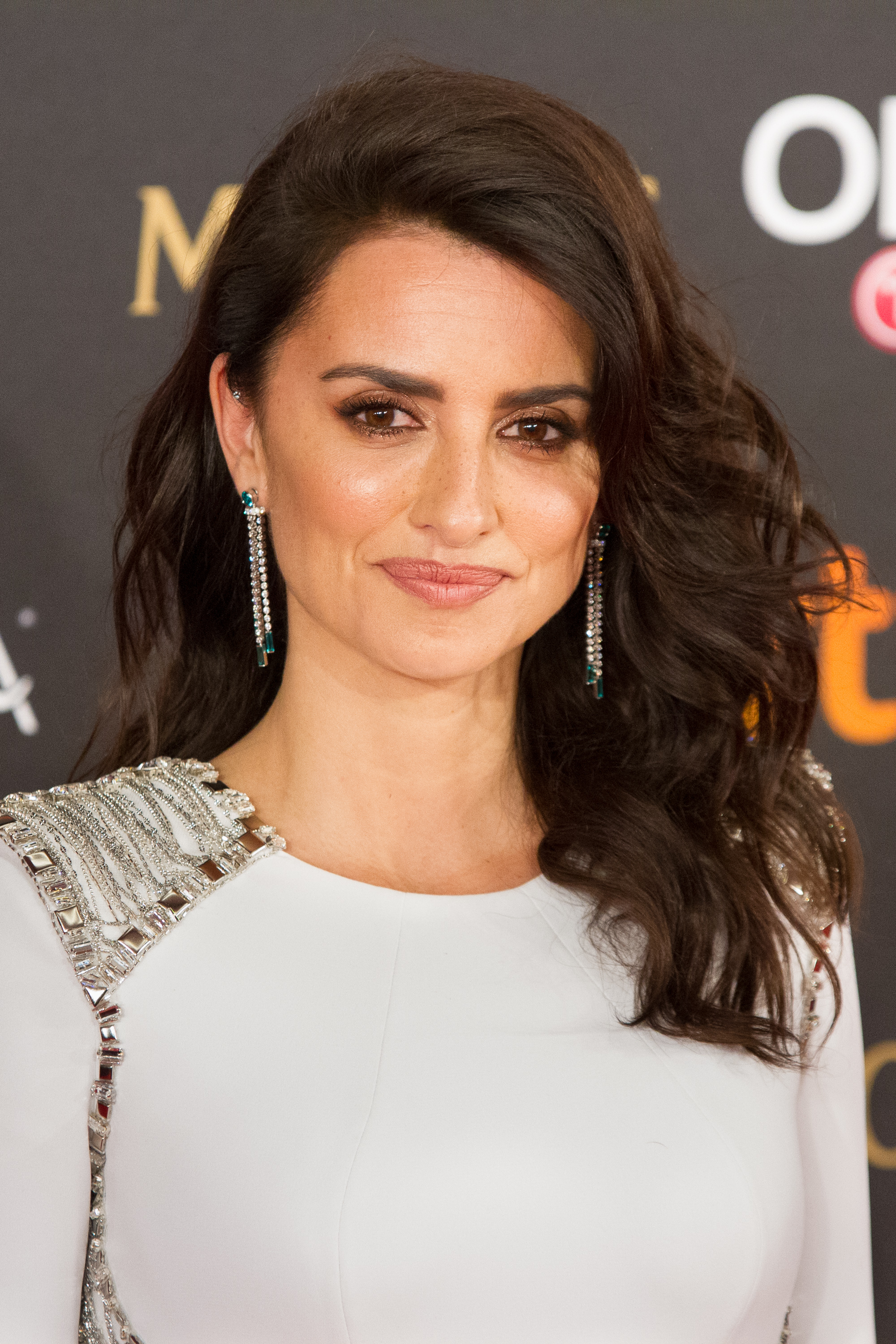
Penélope Cruz

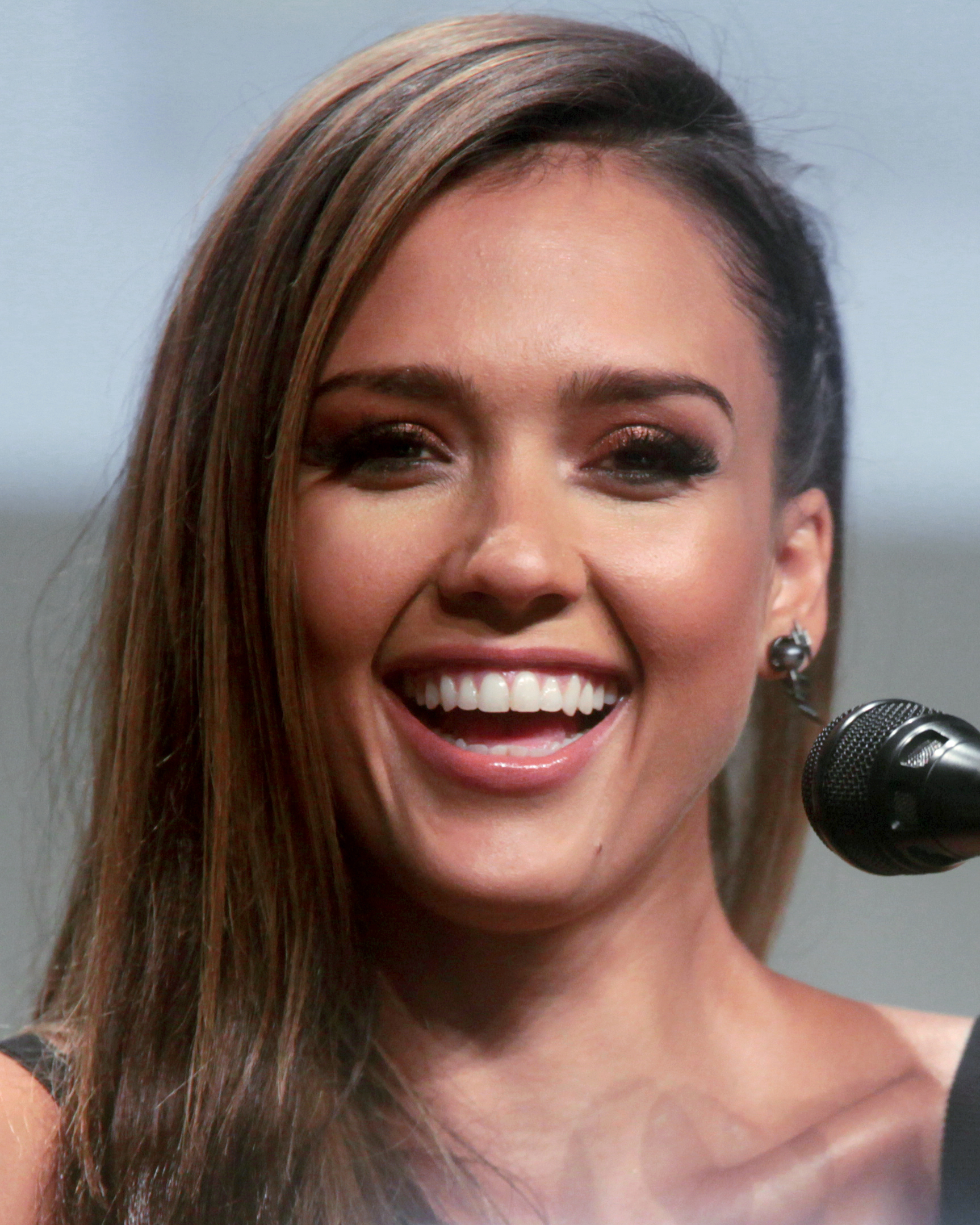
Jessica Alba

### Anteriores ao século XIX
- 0032 — Otão, imperador romano (m. 69).
- 1402 — Nezahualcóyotl, filósofo e guerreiro (m. 1472).
- 1442 — Eduardo IV de Inglaterra (m. 1483).
- 1545 — Yi Sun-sin, comandante naval coreano (m. 1598).
- 1568 — Teodósio II, Duque de Bragança (m. 1630).
- 1573 — Carlos de Valois-Angolema, nobre francês (m. 1650).
- 1652 — Madalena Sibila de Hesse-Darmstadt, duquesa de Württemberg (m. 1712).
- 1667 — Jean Audran, gravurista francês (m. 1756).
- 1673 — Luís Maria Grignion de Montfort, sacerdote e santo católico (m. 1716).
- 1758 — James Monroe, político norte-americano (m. 1831).

### Século XIX
- 1805 — Auguste Barbier, poeta francês (m. 1882).
- 1819 — Ezra Abbot, teólogo e estudioso bíblico norte-americano (m. 1884).
- 1838 — Tobias Asser, jurista e político neerlandês (m. 1913).
- 1842 — Gastão de Orléans, Conde d'Eu (m. 1922).
- 1846 — Oskar Backlund, astrônomo sueco (m. 1916).
- 1855 — José Malhoa, pintor português (m. 1933).
- 1857 — Alberto de Oliveira, poeta e escritor brasileiro (m. 1937).
- 1865 — Vital Brazil, médico e cientista brasileiro (m. 1950).
- 1868 — Émile Bernard, pintor francês (m. 1941).
- 1874
  - Sidney Toler, ator, diretor teatral e escritor estadunidense (m. 1947).
  - Karl Kraus, dramaturgo, jornalista, ensaísta, aforista e poeta austríaco (m. 1936).
- 1875 — Augusta da Baviera, arquiduquesa da Áustria (m. 1964).
- 1876 — Nicola Romeo, empresário e engenheiro italiano (m. 1938).
- 1884 — William Garwood, ator e cineasta estadunidense (m. 1950).
- 1889
  - António de Oliveira Salazar, político e estadista português (m. 1970).
  - Bryant Washburn, ator e produtor de cinema estadunidense (m. 1950).
- 1891 — Isak Abrahamsen, ginasta norueguês (m. 1972).
- 1894 — Teodor Regedziński, enxadrista polonês (m. 1954).
- 1900
  - Heinrich Müller, oficial alemão (m. 1945).
  - Bruno Apitz, escritor alemão (m. 1979).

### Século XX

#### 1901–1950
- 1906
  - Kurt Gödel, matemático e filósofo austríaco (m. 1978).
  - Tony Accardo, mafioso norte-americano (m. 1992).
  - Bart Bok, astrônomo neerlando-americano (m. 1983).
- 1907 — Henri Michel, historiador francês (m. 1986).
- 1908
  - Oskar Schindler, empresário alemão (m. 1974).
  - Ethel Catherwood, atleta canadense (m. 1987).
- 1911 — Lee Falk, diretor e produtor cinematográfico estadunidense (m. 1999).
- 1912 — Øivind Holmsen, futebolista norueguês (m. 1996).
- 1916 — Ferruccio Lamborghini, industrial italiano (m. 1993).
- 1919 — Kurt Wires, canoísta finlandês (m. 1992).
- 1922 — Alfonso Montemayor, futebolista e treinador de futebol mexicano (m. 2012).
- 1924
  - Kenneth Kaunda, político zambiano (m. 2021).
  - Dick Ayers, desenhista norte-americano (m. 2014).
- 1926 — Harper Lee, escritora estadunidense (m. 2016).
- 1928
  - Yves Klein, artista francês (m. 1962).
  - Eugene Shoemaker, geólogo estadunidense (m. 2012).
  - Manuel Muñoz, futebolista chileno (m. 2022).
- 1929 — Bhanu Athaiya, figurinista indiana (m. 2020).
- 1930 — Carolyn Jones, atriz estadunidense (m. 1983).
- 1931
  - Nair Bello, atriz brasileira (m. 2007).
  - Antônio Augusto Amaral de Carvalho, jornalista e empresário brasileiro (m. 2024).
- 1932
  - Américo Murolo, futebolista brasileiro (m. 2014).
  - Stênio Garcia, ator brasileiro.
  - Ramiro Valdés Menéndez, político e militar cubano.
- 1936
  - Tariq Aziz, político iraquiano (m. 2015).
  - Antonio Palafox, ex-tenista mexicano.
  - John Tchicai, músico dinamarquês (m. 2012).
- 1937 — Saddam Hussein, político, militar e estadista iraquiano (m. 2006).
- 1938
  - Viktor Bannikov, futebolista ucraniano (m. 2001).
  - Madge Sinclair, atriz jamaicana (m. 1995).
- 1941
  - Ann-Margret, atriz, dançarina e cantora sueca-americana.
  - Mamohato do Lesoto (m. 2003).
  - Lucien Aimar, ex-ciclista francês.
- 1942 — Eliakim Araújo, jornalista e radialista brasileiro (m. 2016).
- 1943
  - Jacques Dutronc, cantor, compositor e ator francês.
  - Jeffrey Tate, maestro britânico (m. 2017).
- 1944 — Günter Verheugen, político, professor universitário e jornalista alemão.
- 1945 — José Carlos Bernardo, futebolista brasileiro (m. 2018).
- 1947 — Thomas J. Barrack Jr., empresário norte-americano.
- 1948 — Terry Pratchett, escritor britânico (m. 2015).
- 1949
  - Bruno Kirby, ator estadunidense (m. 2006).
  - Paulo César Pinheiro, letrista, compositor e poeta brasileiro.
  - Evanivaldo Castro, ex-futebolista brasileiro.
- 1950
  - Russell Alan Hulse, físico estadunidense.
  - Jay Leno, apresentador de televisão estadunidense.

#### 1951–2000
- 1951 — Damião Vaz d'Almeida, político são-tomense.
- 1952
  - Carlos Apolinário, político, radialista e apresentador de televisão brasileiro (m. 2019).
  - Mary McDonnell, atriz norte-americana.
  - Damião Feliciano, médico, empresário, radialista e político brasileiro.
  - Ali Abdullah Ayyoub, militar e político sírio.
- 1954
  - Paul Guilfoyle, ator estadunidense.
  - Gonzalo de Villa y Vásquez, arcebispo, filósofo, teólogo, professor e cientista político espanhol.
  - John Pankow, ator estadunidense.
- 1955
  - Djamel Zidane, ex-futebolista argelino.
  - Saeb Erekat, político e acadêmico palestino (m. 2020).
  - Eddie Jobson, músico britânico.
- 1956
  - Nancy Lee Grahn, atriz norte-americana.
  - Paul Lockhart, astronauta norte-americano.
- 1957 — António Sousa, ex-futebolista e treinador de futebol português.
- 1958 — Silvio José Báez Ortega, bispo católico nicaraguense.
- 1960
  - Walter Zenga, ex-futebolista e treinador de futebol italiano.
  - Rui Águas, ex-futebolista e treinador de futebol português.
- 1962 — Gerbrand Bakker, escritor neerlandês.
- 1963
  - Ariano Fernandes, político brasileiro.
  - Obiageli Ezekwesili, economista e ativista nigeriana.
  - Lloyd Eisler, ex-patinador artístico canadense.
- 1964
  - L'Wren Scott, modelo e estilista estadunidense (m. 2014).
  - Félix Torres Rodríguez, ex-futebolista paraguaio.
  - Noriyuki Iwadare, compositor japonês.
- 1965 — Ithamara Koorax, cantora brasileira.
- 1966
  - Ali-Reza Pahlavi, príncipe iraniano (m. 2011).
  - Jackson Galaxy, apresentador, ativista e escritor norte-americano.
- 1967 — Dario Hübner, ex-futebolista e treinador de futebol italiano.
- 1969
  - Leonardo Manzi, ex-futebolista brasileiro.
  - Íris Bustamante, atriz brasileira.
- 1970
  - Diego Simeone, ex-futebolista e treinador de futebol argentino.
  - Richard Fromberg, ex-tenista australiano.
- 1971 — Bridget Moynahan, atriz e modelo estadunidense.
- 1972
  - Picoli, ex-futebolista e treinador de futebol brasileiro.
  - Wilmer Velásquez, ex-futebolista hondurenho.
  - Sergio Massa, advogado e político argentino.
- 1973
  - Jorge Garcia, ator estadunidense.
  - Pedro Pauleta, ex-futebolista português.
  - Francisco Palencia, ex-futebolista mexicano.
  - Ohene Kennedy, ex-futebolista ganês.
  - Ian Murdock, engenheiro e programador de computadores teuto-americano (m. 2015).
  - Zhang Enhua, futebolista chinês (m. 2021).
- 1974
  - Ricardo Araújo Pereira, comediante português.
  - Penélope Cruz, atriz espanhola.
- 1975 — Kelly, ex-futebolista brasileiro.
- 1976
  - Joseph Ndo, ex-futebolista camaronês.
  - Michael Carbonaro, ator e ilusionista norte-americano.
- 1977
  - Roni, ex-futebolista brasileiro.
  - Jorge Bolaño, futebolista colombiano (m. 2025).
  - Natuza Nery, jornalista brasileira.
- 1978
  - Germain Katanga, ex-militar congolês.
  - Fernando Rapallini, árbitro de futebol argentino.
- 1979 — Sofia Vitória, cantora portuguesa.
- 1980 — Bradley Wiggins, ex-ciclista britânico.
- 1981
  - Jessica Alba, atriz estadunidense.
  - Ilary Blasi, modelo e apresentadora italiana.
  - Alex Riley, lutador estadunidense.
- 1982
  - Harry Shum Jr., ator e dançarino costarriquenho.
  - Stefano Seedorf, ex-futebolista neerlandês.
  - Diego Figueredo, futebolista paraguaio.
- 1983
  - Karen Junqueira, atriz brasileira.
  - Pérola, cantora e compositora angolana.
- 1984
  - Dmitriy Torbinskiy, ex-futebolista russo.
  - Mano, ex-futebolista moçambicano.
  - Alexia Bomtempo, cantora estadunidense.
- 1985
  - Joffre Guerrón, ex-futebolista equatoriano.
  - Brandon Baker, ator estadunidense.
  - Renato Cachaça, ex-futebolista brasileiro.
  - Mathilde Johansson, ex-tenista francesa.
- 1986
  - Jumar, ex-futebolista brasileiro.
  - Jazmin Beccar Varela, atriz, cantora e apresentadora argentina.
  - Guilherme Siqueira, ex-futebolista brasileiro.
  - Keri Sable, atriz estadunidense.
  - Jenna Ushkowitz, atriz e cantora sul-coreana.
- 1987
  - Zoran Tošić, futebolista sérvio.
  - Stephanie Corneliussen, modelo e atriz dinamarquesa.
  - Robin Schulz, DJ e produtor musical alemão.
  - Leiomy Maldonado, dançarina e modelo afro-porto-riquenha.
- 1988
  - Juan Mata, futebolista espanhol.
  - Camila Vallejo, ativista e política chilena.
  - Jonathan Biabiany, futebolista francês.
  - Spencer Hawes, ex-jogador de basquete norte-americano.
- 1989
  - Misato Nakamura, judoca japonesa.
  - Emil Salomonsson, ex-futebolista sueco.
  - Kim Sunggyu, cantor, dançarino e ator sul-coreano.
- 1990
  - Roberta Ratzke, jogadora de vôlei brasileira.
  - Riccardo Gagliolo, futebolista ítalo-sueco.
- 1991
  - Aleisha Allen, atriz estadunidense.
  - Ryunosuke Haga, judoca japonês.
- 1992 — Tony Yoka, pugilista francês.
- 1993
  - Jessica Ashwood, nadadora australiana.
  - Jonathan Caicedo, ciclista equatoriano.
  - Gonzalo Mastriani, futebolista uruguaio.
- 1994
  - Uilson, futebolista brasileiro.
  - Miloš Degenek, futebolista australiano.
- 1995
  - Melanie Martinez, cantora estadunidense.
  - Igor Rabello, futebolista brasileiro.
  - Alexander Graham, nadador australiano.
- 1996
  - Tony Revolori, ator estadunidense.
  - Almamy Touré, futebolista malinês.
  - Fabricio Bustos, futebolista argentino.
- 1997 — Kevin Balanta, futebolista colombiano.
- 1998 — Vitor Pernambuco, futebolista brasileiro.
- 1999 — KZ Okpala, jogador de basquete norte-americano.
- 2000
  - Victoria De Angelis, baixista e compositora australiana.
  - Ellie Carpenter, futebolista australiana.
  - André Silva, futebolista português (m. 2025).

### Século XXI
- 2001 — Madeleine Harris, atriz britânica.

## Mortes

### Anteriores ao século XIX
- 1192 — Conrado de Monferrato, rei de Jerusalém (n. 1140).
- 1260 — Luchesius Modestini, franciscano e beato católico (n. c. 1180).
- 1400 — Baldo de Ubaldo, jurista italiano (n. 1327).
- 1641 — Hans Georg von Arnim-Boitzenburg, general alemão (n. 1583).
- 1643 — Francisco de Lucena, político português (n. 1578).

### Século XIX
- 1813 — Mikhail Kutuzov, militar russo (n. 1745).
- 1841 — Johann Christian Wilhelm Augusti, teólogo, arqueólogo e orientalista alemão (n. 1772).
- 1876 — Thomas Aird, poeta britânico (n. 1802).

### Século XX
- 1918 — Gavrilo Princip, anarquista sérvio (n. 1894).
- 1936 — Fuad I do Egito (n. 1868).
- 1945
  - Benito Mussolini, político e ditador italiano (n. 1883).
  - Clara Petacci, jovem italiana (n. 1912).
- 1954 — Léon Jouhaux, sindicalista francês (n. 1879).
- 1960 — Anton Pannekoek, astrônomo e teórico marxista neerlandês (n. 1873).
- 1962 — Gianna Beretta Molla, pediatra italiana (n. 1922).
- 1973 — Jacques Maritain, filósofo francês (n. 1882).
- 1975 — Leopoldo de Almeida, escultor português (n. 1898)
- 1977 — Sepp Herberger, futebolista e treinador de futebol alemão (n. 1897).
- 1978 — Mohammed Daoud Khan, militar e político afegão (n. 1909).
- 1985 — Cleusa Carolina Rody Coelho, religiosa e ativista brasileira (n. 1933).
- 1992
  - Brian Pockar, patinador artístico canadense (n. 1959).
  - Francis Bacon, pintor britânico (n. 1909).
- 1999
  - Arthur Schawlow, físico americano (n. 1921).
  - Alf Ramsey, técnico de futebol britânico (n. 1920).
  - Rory Calhoun, ator norte-americano (n. 1922).

### Século XXI
- 2001
  - Carlos Scliar, desenhista, pintor, roteirista e designer gráfico brasileiro (n. 1920).
  - Elisa Martins da Silveira, pintora brasileira (n. 1912).
- 2002 — Ruth Handler, empresária estadunidense (n. 1916).
- 2007 — Carl Friedrich von Weizsäcker, físico e filósofo alemão (n. 1912).
- 2008 — Eudy Simelane, futebolista sul-africana (n. 1977).
- 2012 — Matilde Camus, poeta e escritora espanhola (n. 1919).
- 2013 — Paulo Vanzolini, zoólogo e compositor brasileiro (n. 1924).
- 2014 — Damião António Franklin, religioso angolano (n. 1950).
- 2015 — Antônio Abujamra, ator, diretor de teatro e apresentador de televisão brasileiro (n. 1932).
- 2018 — Agildo Ribeiro, ator e humorista brasileiro (n. 1932).
- 2019 — Caroline Bittencourt, modelo e apresentadora brasileira (n. 1981).
- 2021
  - Michael Collins, aviador e astronauta norte-americano (n. 1930).
  - El Risitas, comediante e ator espanhol (n. 1956).
- 2025
  - Francisco Faus, presbítero e escritor católico hispano-brasileiro (n. 1931).
  - Priscilla Pointer, atriz americana (n. 1924).

## Feriados e eventos cíclicos
- Dia Mundial da Segurança e da Saúde no Trabalho

### Brasil
- Dia da Caatinga
- Dia da Educação
- Dia da Sogra
- Dia do Observador de Aves
- Aniversário da cidade de Santana do Paraíso, Minas Gerais
- Aniversário da cidade de Lençóis Paulista - São Paulo
- Aniversário da cidade de Carneirinho, Minas Gerais

### Mitologia romana
- Início dos três dias do Festival da Florária, em homenagem à Flora, deusa das flores

### Fé Bahá'í
- Mês de Jamál (Beleza) - Primeiro dia do terceiro mês do calendário Bahá'í

### Cristianismo
- Carino de Balsamo
- Gianna Beretta Molla
- Luís Maria Grignion de Montfort
- Maria Felícia Guggiari Echeverría
- Nossa Senhora dos Prazeres
- Pedro Chanel
- Valéria de Milão
- Vital de Milão

## Outros calendários
- No calendário romano era o 4.º dia (IV) antes das calendas de maio.
- No calendário litúrgico tem a letra dominical F para o dia da semana.
- No calendário gregoriano a epacta do dia é i.